# Astroingénierie
L'astroingénierie est, en astronautique, un domaine d'ingénierie visant l'intervention sur des objets célestes (astéroïdes, lunes, planètes, étoiles voire des galaxies entières). Ces procédés sont particulièrement présents en science-fiction, bien que cette discipline soit le sujet de recherches et d'exploration de concepts.

## Exemples

### Ingénierie exploratoire

Sphère de Dyson.

Disque d'Alderson.

Plan simplifié d'un anneau orbital.

- Les sphères de Dyson ou les essaims de Dyson sont des mégastructures similaires hypothétiques décrites à l'origine par Freeman Dyson. Il s'agit d'un très grand nombre de satellites orbitant une étoile et s'alimentant de son énergie solaire. La quantité importante de satellite fait que l'étoile est presque totalement masquée. Par voie de conséquence, la presque totalité de l'énergie dégagée par l'étoile est utilisée par ce système de satellites[2].

- La levée stellaire est un processus permettant d'archer une partie de la matière d'une étoile et de l'envoyer ailleurs dans le système solaire pour servir de matière première de construction pour des projets trop grands pour se contenter de la matière disponible sur les planètes.

- Le cerveau matriochka est un ordinateur géant utilisant une étoile comme source d'énergie. Il s'agit d'un essaim de Dyson dont l’énergie est consacrée à la réalisation d'un ou plusieurs calculs.

- Le moteur stellaire est une Sphère de Dyson dont l'énergie est destinée au déplacement de l'étoile elle-même. Cela est réalisé en enfermant l'étoile dans une sphère dont il manque une calotte, rendant la structure anisotropique. Le vent solaire ainsi que l’énergie disponible sont alors redirigés pour propulser l'étoile, sa sphère et son système planétaire dans une direction choisie.

- Un disque d'Alderson (en)[3] (du nom de son concepteur, Dan Alderson) est une mégastructure astronomique. Il s'agit d'un disque géant d'une épaisseur de plusieurs milliers de kilomètres dont le centre est occupé par une étoile.

### Dans la Science-fiction
-Au sein du nouveau trailer de Mass Effect 4 (du 11 déc. 2020), nous pouvons voir un disque d'Alderson autour d'une des étoiles.
-L`étoile de la mort ressemble a une sphere qui peut tirer des laser, il vient de star wars